# Roquetoire
Roquetoire (flämisch: Rokesdorn) ist eine französische Gemeinde mit 1967 Einwohnern (Stand: 1. Januar 2022) im Département Pas-de-Calais in der Region Hauts-de-France. Sie gehört zum Arrondissement Saint-Omer und zum Kanton Aire-sur-la-Lys. Die Einwohner werden Roquetoiriens genannt.

## Geographie
Roquetoire liegt etwa zehn Kilometer südöstlich von Saint-Omer. Umgeben wird Roquetoire von den Nachbargemeinden Quiestède im Norden, Racquinghem und Blaringhem im Nordosten, Wittes im Osten, Aire-sur-la-Lys im Südosten und Süden, Rebecques im Südwesten sowie Ecques im Westen.

## Bevölkerungsentwicklung
| Jahr                       | 1962 | 1968 | 1975 | 1982 | 1990 | 1999 | 2006 | 2012 | 2020 |
| Einwohner                  | 1089 | 1078 | 1148 | 1351 | 1571 | 1621 | 1694 | 1895 | 1947 |
| Quellen: Cassini und INSEE |      |      |      |      |      |      |      |      |      |

## Sehenswürdigkeiten
- Kirche Saint-Michel aus dem 19. Jahrhundert
- Schloss La Morande aus dem 18. Jahrhundert

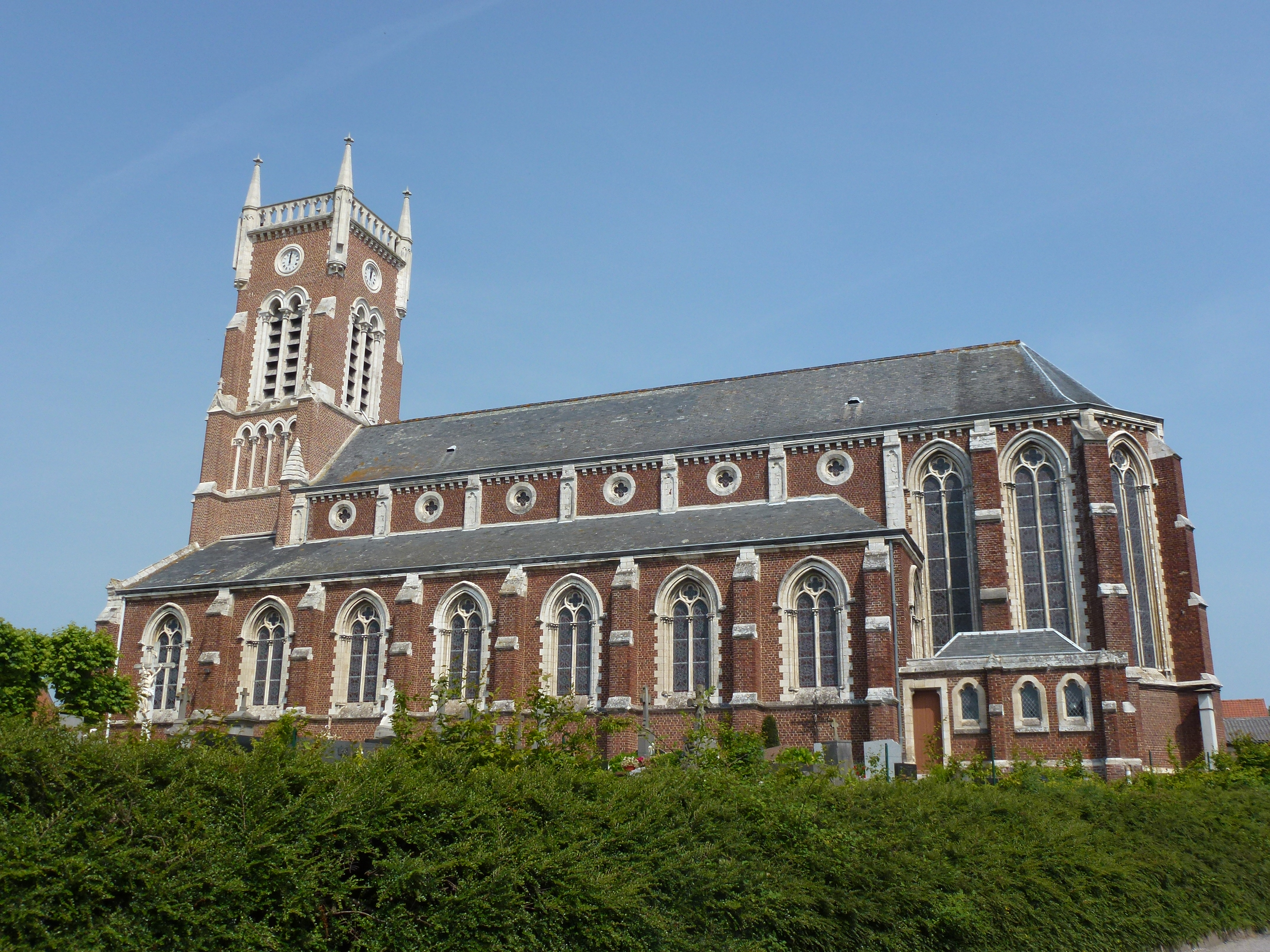
Kirche Saint-Michel